# Návdavky u Němčan
Návdavky u Němčan jsou přírodní památka v lokalitě Hodějice v  okrese Vyškov. Přírodní památka byla zřízena vyhláškou Okresního úřadu Vyškov ze dne 28. června 1990. Leží západně od města Slavkov u Brna. Důvodem ochrany je uchování xerotermních rostlinných a živočišných společenstev ponticko-panonského typu.